# 莱顿植物园
莱顿植物园（荷蘭語：Hortus Botanicus Leiden）是荷兰最古老的植物园，也是世界上最古老的植物园之一。该园位于荷兰南荷兰省莱顿城历史中心的西南角，学术楼和莱顿天文台之间。

## 历史

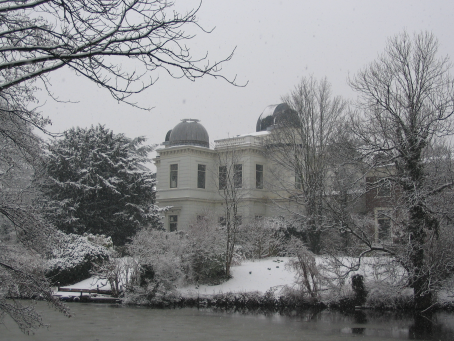
冬季的植物园和天文台

1587年，年轻的莱顿大学要求莱顿市长许可在学术楼后面建立一座“学术植物园”（hortus academicus），以方便医学学生。许可令于1590年颁发，著名植物学家卡罗卢斯·克卢修斯（Carolus Clusius，1526–1609）被任命为园长，后者于1593年到达莱顿。克卢修斯的知识、声名和国际联系让他可以建立一个非常丰富的植物收藏。克卢修斯也敦促荷兰东印度公司（VOC）收集植物和（风干的）植物标本。最初克卢修斯建立的花园非常小（大概只有35米×40米 ），但拥有超过1000种不同的植物。
克卢修斯园长之位的后继者继续收集热带（自东印度群岛）及亚热带（自开普殖民地 ）植物。特别是赫尔曼·布尔哈夫（Herman Boerhaave，1668–1738，于1709–1730年间为园长）因努力收集新植物和标本，并自己出版著作如植物园植物目录，而对植物园声名远播的贡献很大。

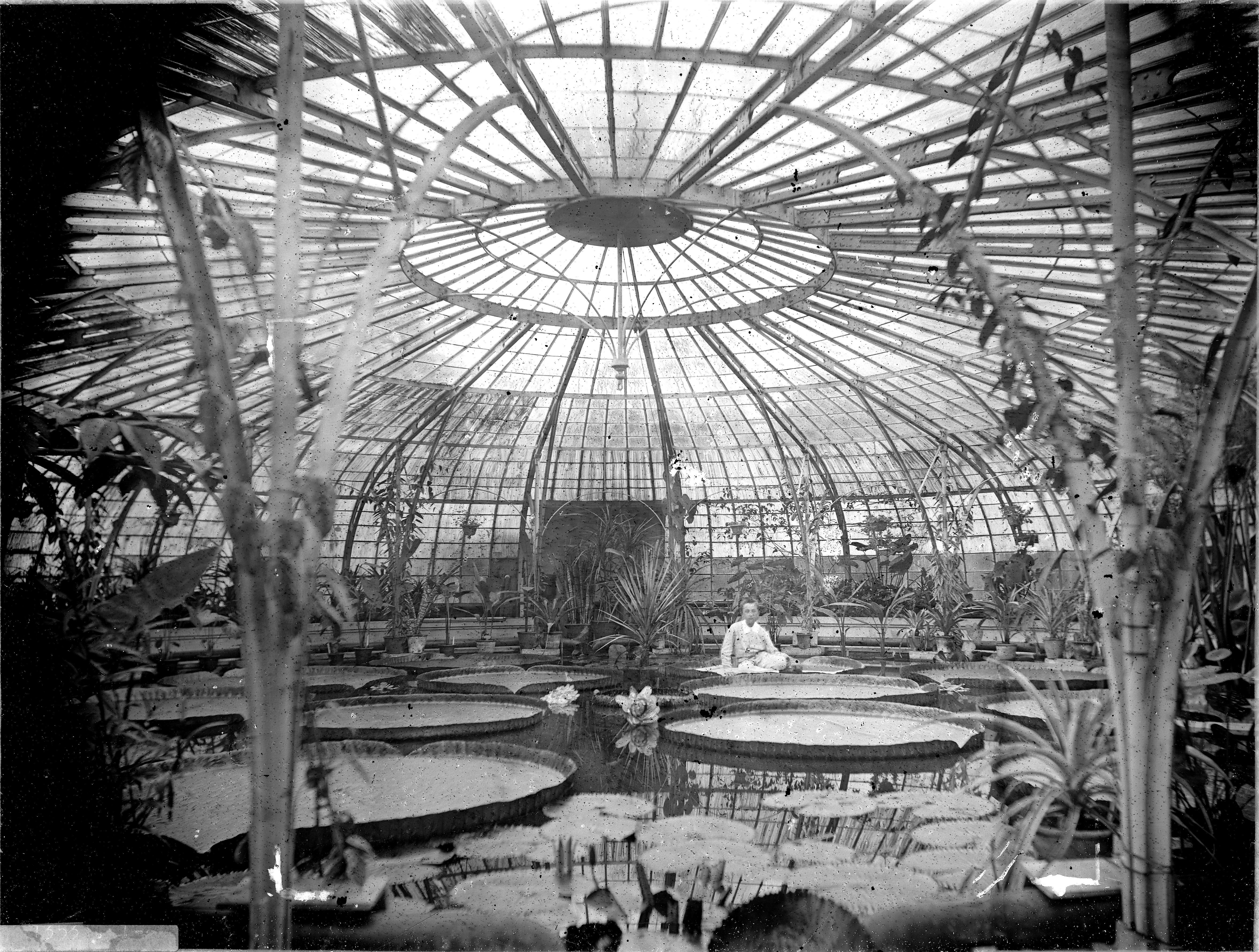

另一个对藏品的巨大贡献来自菲利普·弗兰茨·冯·西博尔德（Philipp Franz von Siebold），一位德国医生，自1823年至其于1829年被日本驱逐出境之前被荷兰东印度公司聘用在日本出岛工作。在此期间他收集了日本各地大量的风干的和活的植物（以及动物、民族志物品、地图等等）并将它们送到莱顿。
植物园的第一个温室是在17世纪下半叶出现的，古迹橘园（Orangery）在1740年至1744年间建成。1736年阿德里安·范·罗伊恩（Adriaan van Royen）和卡尔·林奈（Carl Linnaeus），1817年特奥多·弗里德里希·路德维希·内斯·冯·埃森贝克（Theodor Friedrich Ludwig Nees von Esenbeck）和泽巴尔德·尤斯蒂努斯·布鲁格曼（Sebald Justinus Brugmans），先后将该园由原址扩大。1857年，该园的一部分被用于建造新的莱顿天文台（Leiden Observatory）。
1999年，该园的莱顿国立植物标本馆（Rijksherbarium Leiden，始建于1829年）与乌得勒支大学植物标本馆（Utrecht University Herbarium，始建于1816年）、瓦赫宁恩植物标本馆（Herbarium Vadense，始建于1896年）合为荷兰国家植物标本馆（Nationaal Herbarium Nederland）。

## 收藏
从历史的角度看，种植于1601年的老的金链花(Laburnum anagyroides)，种植于1682年的北美鹅掌揪(Liriodendron tulipifera) ，种植于1785年的银杏（Ginkgo biloba）值得注意。
拥有王莲（Victoria amazonica）和其他热带植物的温室，以及最近刚刚翻新过的橘园内的大批亚热带植物收藏，以及新的冬园（Winter Garden）吸引了许多参观者。该园自身便是古城中拥有许多有趣的植物和树木的一片绿洲。
一座为纪念西博尔德而建的日本庭園在1990年开放。克鲁修斯最初的花园在2009年根据一张16世纪末的植物名单重建后开放。
从科学角度看，莱顿植物园以其亚洲天南星科Araceae（包括巨花魔芋（Amorphophallus titanum）），球兰属Hoya，眼树莲属Dischidia，猪笼草属Nepenthes，亚洲兰科orchids及蕨类植物fern皆值得一观。

## 历任园长
- 卡罗卢斯·克卢修斯（Carolus Clusius）（1590-1609）
- 赫尔曼·布尔哈夫（Herman Boerhaave）（1709–1730）
- 保罗·凯斯勒（Paul Kessler）